# Amandraya
Amandraya is een bestuurslaag in het regentschap Nias Selatan van de provincie Noord-Sumatra, Indonesië. Amandraya telt 553 inwoners (volkstelling 2010).